# Acryptolaria tortugasensis
Acryptolaria tortugasensis is een hydroïdpoliep uit de familie Lafoeidae. De poliep komt uit het geslacht Acryptolaria. Acryptolaria tortugasensis werd in 1935 voor het eerst wetenschappelijk beschreven door Leloup. 